# SPCA 30
Le SPCA 30 (ou SPCA Type III) est un avion militaire de l'entre-deux-guerres construit en France par la Société provençale de constructions aéronautiques (SPCA).